# IM-weg
Een IM-weg (voluit: incidentmanagementweg) is een status die toegekend kan worden, door een wegbeheerder, aan een weg in Nederland.
Als een weg de status van IM-weg heeft, betekent dit dat de wegbeheerder de bergingskosten betaalt als een voertuig weggesleept dient te worden. Dit kan bijvoorbeeld in het geval van een ongeval of bij pech. Ook dient het bergingsbedrijf binnen een vooraf vastgestelde tijd aanwezig te zijn bij het incident. Het doel van een IM-weg is dat de weg eerder vrijgemaakt kan worden bij een incident en dit een positief effect heeft op de doorstroming. 
Bergingsverzoeken voor IM-wegen dienen aangevraagd te worden via de meldkamer van Stichting Incident Management Nederland. De verzoeken kunnen alleen ingediend worden door onder meer de: wegbeheerder (verkeerscentrale), politie of één van de vijf alarmcentrales (VHD, ANWB, Allianz, Eurocross of SOS). 
Kortweg zijn vrijwel alle rijkswegen en een deel van de provinciale wegen IM-wegen. Ook een aantal wegen die in het beheer zijn van de gemeenten hebben de status, zoals in Amsterdam, Nijmegen, Rotterdam, Amersfoort, Zwolle, Zoetermeer, Kaatsheuvel, Utrecht en Spijkenisse.